# Filago pyramidata
Classification phylogénétique
Espèce
Filago pyramidata, la Cotonnière pyramidale ou Cotonnière à feuilles spatulées, est une espèce de plante à fleurs de la famille des Asteraceae. C'est une plante européenne originaire du grand pourtour de la Méditerranée.

## Synonymie
Cette espèce a également été désignée par les noms suivants :
- Evax tenuifolia Guss.
- Filago affinis Tineo ex Nyman
- Filago caespitosa Raf. ex DC.
- Filago candolleana Parl.
- Filago canescens Jord.
- Filago cossyrensis Ten. ex Lojac.
- Filago cuneata Lojac
- Filago decumbens (Heldr.) Holmboe
- Filago gussonei Lojac.
- Filago jussiaei Coss. & Germ.
- Filago kaitenbachii Sch.Bip. ex Nyman
- Filago numidica Pomel
- Filago prostrata Parl.
- Filago pseudoevax Rouy
- Filago robusta Pomel
- Filago rotundata Moench
- Filago spathulata C.Presl
- Filago subspicata Boreau
- Gifola canescens (Jord.) Fourr.
- Gifola gussonei (Lojac.) Chrtek & Holub
- Gifola numidica (Pomel) Chrtek & Holub
- Gifola pseudo-evax (Rouy) Chrtek & Holub
- Gifola pyramidalis Dumort.
- Gifola pyramidata (L.) Dumort.
- Gifola robusta (Pomel) Chrtek & Holub
- Gifola spathulata Rchb.f.
- Gifola vulgaris (Lam.) Cass.
- Gnaphalium germanicum L.
- Gnaphalium pyramidatum (L.) Lam.

## Description
Filago pyramidata est une plante herbacée, annuelle de 10 à 30 cm de haut, rameuse (dès la base en général), dichotome ou trichotome, à rameaux étalés ou divariqués, blanchâtre, couverte d’une feutrage cotonneux, sur les feuilles y compris.

Elle produit des capitules en touffes denses (de 8 à 20 têtes, chacune contenant plusieurs petites fleurs) ; ces capitules sont sessiles, ovoïdes-coniques, groupés en glomérules assez gros, globuleux, dépassés par trois à cinq feuilles involucrales.

La flloraison a lieu de juillet à septembre.
Les feuilles sont étalées, élargies et subspatulées au sommet ou oblongues obovales. Les involucres sont laineux à la base, à 5 angles aigus très saillants, à folioles étroitement appliquées, scarieuses, les extérieures pliées longitudinalement, cuspidées, à pointe jaunâtre, les intérieures oblongues ou sublinéaires, mutiques.

## Habitat
Cette espèce vit dans des lieux pierreux, pelouses sèches et calcaires, et est parfois trouvée en situation de messicole,.
En France, elle peut être localement présente sur tout le territoire métropolitain et en Corse.

## Aire de répartition
Elle est native du sud de l’Europe, de l'est de la zone méditerranéenne européenne (y compris sur des îles comme la Crète par exemple), d’Afrique du Nord et du Moyen-Orient, mais est localement trouvée plus au nord, jusqu’au niveau de la Grande-Bretagne, des Pays-Bas, de la Belgique et de l’Allemagne de l'Ouest.
Elle a aussi été introduite hors de son aire de répartition et est localement considérée comme « nauralisée » dans des zones dispersées d’Amérique du Nord (Colombie-Britannique, Oregon, Californie) , et d’Australie (Australie-Méridionale, État de Victoria), au Pakistan, dans d’autres régions du monde.

## Divers
Les graines des plantes de cette famille sont souvent très longévives. Cette espèce fait partie des plantes dont les graines conservées dans des musées ou herbiers ont été testées (pour des objectifs de conservation de la nature, renaturation, etc.).

## Statut de protection
En France, l'espèce figure sur la liste rouge du Nord-Pas-de-Calais.